# زکریا ابراهیمی
زکریا ابراهیمی (انگلیسی: Zekeria Ebrahimi؛ زادهٔ ۹ ژانویهٔ ۱۹۹۶) بازیگر اهل افغانستان است.
از فیلم‌ها یا برنامه‌های تلویزیونی که وی در آن نقش داشته‌است می‌توان به بادبادک‌باز اشاره کرد.